# Somn pitic
Somnul pitic (Ameiurus nebulosus) este un pește teleostean răpitor din familia ictaluride, originar din America de Nord, lung de 20-30 cm, greu de circa 200-300 g, cu capul lat, gura mare cu patru perechi de mustăți. Pe spate are o înotătoare adipoasă. A fost importat în Europa apuseană în 1880, de unde s-a răspândit pe cale naturală în multe țări, inclusiv în România. În România există în special în Transilvania. Are valoare economică redusă.

## Numiri populare românești
Somn pitic, Somn american, Somnicaș, Biș cu coarne, Opt mustăți.

## Răspândire
Somnul pitic este un pește originar din apele dulci stătătoare mâloase și înierbate din America de Nord (Canada și Statele Unite), de la 25° la 54° latitudine nordică. El este răspândit în râurile care se varsă în Oceanul Atlantic și în Golful Mexic, de la Noua Scoție si Noul Brunswick până la Alabama, Marile Lacuri, Golful Hudson și bazinul Mississippi. 
Somnul pitic au fost introdus în țările din nordul, vestul și estul Europei, Orientul Mijlociu, Noua Zeelanda, Chile și Puerto Rico (US). El a fost, de asemenea, introdus în vestul Statelor Unite și Columbia Britanică.
În Europa apuseană a fost introdus întâi în Germania (1880) apoi în Franța, Austria, Belgia, Iugoslavia ca pește de acvariu și s-a răspândit pe cale naturală în mai multe țări. 
În România a fost semnalat pentru prima dată în anul 1934. La noi este răspândit în special în Transilvania: în Tisa și afluenții ei: Someș, Crișuri (Crișul Negru, Alb și Repede), Mureș, Bega, apoi în Timiș, bălțile Beregsău și Satchinez, pârâul Pețea de lângă Oradea, Ineu, cursul inferior al Dunării la Brăila. În Lacul Sfânta Ana se află de acum 105 de ani, prin aclimatizare, fiind introdus aici de statul maghiar în 1908. În ultimul timp s-a răspândit foarte mult, ajungând în heleșteiele de la Cefa, Zaul de Câmpie. O dată cu materialul de repopulare, provenit din aceste heleșteie, a ajuns în balta Crapina, heleșteiele de la Nucet, heleșteiele Slătioarele-Jilavele din Ialomița, Colacul de lângă Nucet, Snagov,  Buftea, lacurile Bucureștiului  și alte   multe regiuni.

## Descriere
Are o lungimea obișnuită de 18-22 cm, excepțională 40-45 cm. Greutatea obișnuită 150-200 gr, excepțională 2 kg.
Somnul pitic este asemănător cu somnul. Are corpul alungit, comprimat dorso-ventral anterior, iar posterior, lateral. Capul este lat, cu gura mare și largă prevăzută cu dinți mărunți și cu 4 mustăți pe falca superioară și 4 mustăți pe falca inferioară. Spre deosebire de somn, pe spate, spre coadă, posedă o mică înotătoare adipoasă, specifică numai neamului păstrăvului. Înotătoarea dorsală și cele pectorale sunt înzestrate, în special la tineret, cu un spin puternic ascuțit.

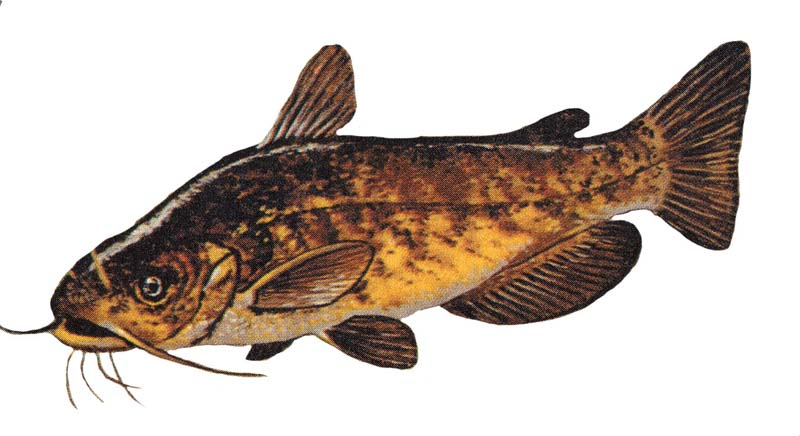
Somnul pitic, Ameiurus nebulosus

## Colorație
Culoarea corpului este, în general, castanie-negricioasă cu nuanțe violacee, cu pete pe spate; abdomenul alb-murdar. Pielea este subțire și lasă să se vadă în regiunea dorsală și codală segmentele musculare. Mustățile sunt de culoare castanie sau neagră.

## Habitat
Somnul pitic preferă apele limpezi, puțin adânci, liniștite, cu fundul moale sau nisipos, bogate în vegetație, trăind în grupuri. Iarna și-o petrece îngropat în adânc, încetând a se mai hrăni.

## Hrana
Somnul pitic este un pește răpitor de temut, omnivor, bentonic. Juvenilii se hrănesc cu organisme bentonice și zooplancton, inclusiv chironomide, cladocere, ostracode, și amfipodele, insecte, inclusiv larve de efemeroptere, larve de trihoptere și plante. Adulții se hrănesc cu insecte, pești mici (porcușori, roșioară, babușcă, lin), icre de pește, moluște, crustacee, alge și plante acvatice superioare, detritus, lipitori, viermi, raci și larve de chironomide, trihoptere, libelulele.
Se hrănesc de obicei noaptea, dar au fost observați hrănindu-se și în timpul zilei. Ei folosesc mustățile lor pentru a localiza hrana.

## Reproducere
În martie-mai, femela depune 2000-4000 icre pe vegetația apei sau în gropițe săpate în nisip sau mâl, care sunt păzite după fecundare de mascul. Puii ieșiți din ou sunt îndrumați de mascul. 

## Importanță economică
Are valoare economică redusă. Carnea somnului pitic este bună și poate fi consumată. Distrugând icrele și consumând puietul altor pești prețioși, somnul pitic este considerat ca o specie dăunătoare.